# Mistrzostwa Islandii w Lekkoatletyce 1948
23. Mistrzostwa Islandii w Lekkoatletyce – zawody lekkoatletyczne, które odbyły się w lipcu 1948 roku w Reykjavíku.

## Rezultaty

### Mężczyźni
| Konkurencja:                    | 1. miejsce             | Rezultat  |
| Bieg na 100 metrów              | Ingvar Ólafsson        | 10,9      |
| Bieg na 200 metrów              | Ingvar Ólafsson        | 22,7      |
| Bieg na 400 metrów              | Reynir Sigurðsson      | 50,8      |
| Bieg na 800 metrów              | Pétur Einarsson        | 2:04,2    |
| Bieg na 1500 metrów             | Óskar Jónsson          | 4:02,2    |
| Bieg na 110 metrów przez płotki | Sigurður Björnsson     | 16,7      |
| Bieg na 400 metrów przez płotki | Reynir Sigurðsson      | 59,0      |
| Sztafeta 4 × 100 metrów         | Sveit KR               | 43,6      |
| Sztafeta 4 × 400 metrów         | Sveit KR               | 3:27,4    |
| Sztafeta 4 × 1500 metrów        | Sveit ÍR               | 17:30,6   |
| Skok wzwyż                      | Halldór Lárusson       | 1,70      |
| Skok o tyczce                   | Bjarni E Linnet        | 3,45      |
| Skok w dal                      | Halldór Lárusson       | 6,71      |
| Trójskok                        | Stefán Sörensson       | 14,88w    |
| Pchnięcie kulą                  | Friðrik Guðmundsson    | 14,47     |
| Rzut dyskiem                    | Gunnar Sigurðsson      | 41,09     |
| Rzut młotem                     | Vilhjálmur Guðmundsson | 42,38     |
| Rzut oszczepem                  | Jóel Sigurðsson        | 65,49     |
| Pięciobój lekkoatletyczny       | Finnbjörn Þorvaldsson  | 2957 pkt. |
| Dziesięciobój lekkoatletyczny   | Sigurður Björnsson     | 5081 pkt. |